# IVPP V10591
IVPP V10591, o abreviadamente V10591, es el nombre de catálogo de una hemi mandíbula fósil, que conserva varias de las piezas dentales, de Eosimias sinensis, un mono catarrino del Eoceno medio (alrededor de 45 millones de años), encontrado en la provincia china de Jiangsu. La pieza está considerada el holotipo de la especie.
La especie Eosimias sinensis se enmarca dentro del árbol evolutivo de los grandes simios aunque su tamaño era de unos pocos centímetros y su peso rondaba los cien gramos, cubriendo el hueco en el registro fósil de los humanos y sus parientes cercanos.

## Descubrimiento y descripción
Los rellenos de la fisura D de la cantera Shanghuang, de piedra caliza, cerca de la ciudad de Liyang, en la provincia china de Jiangsu, están fechados, desde 1991, en el Eoceno medio (48,6 - 37,2 Ma). En 1992, el equipo chino y estadounidense liderado por Christopher Beard recuperó fósiles de mamíferos de la roca, entre los que se encontraba la parte derecha de una mandíbula de un tamaño diminuto. Conservaba tres piezas dentales, un premolar y dos muelas (P4, M1 y M2) y las raíces o alveolos de otras cuatro (C1, P2, P3 y M3). Aunque el fragmento de mandíbula conserva caracteres muy primitivos, como el pequeño tamaño y la sínfisis no fusionada, otros eran de ancestro de los simios como, por ejemplo, la fórmula de distribución dental 2-1-3-3 (dos incisivos, un canino, tres premolares, tres molares) habitual de los platirrinos, en contraposición de la distribución dental habitual de los catarrinos, 1-2-2-3, por tanto sería una mezcla de características primitivas y avanzadas.. Todo esto genera distintos puntos de vistas, ya que, por ejemplo, las distribuciones de dentición no son reglas rígidas, sino generales, pero con variantes.